# Бургхајм (Немачка)
Бургхајм (њем. Burgheim) град је у њемачкој савезној држави Баварска. Једно је од 18 општинских средишта округа Нојбург-Шробенхаузен. Према процјени из 2010. у граду је живјело 4.595 становника. Посједује регионалну шифру (AGS) 9185125.

## Географски и демографски подаци
Бургхајм се налази у савезној држави Баварска у округу Нојбург-Шробенхаузен. Град се налази на надморској висини од 404 метра. Површина општине износи 49,7 km². У самом граду је, према процјени из 2010. године, живјело 4.595 становника. Просјечна густина становништва износи 92 становника/km².